# フェルディナンド・ファーゲルリーン
フェルディナンド・ファーゲルリーン（Ferdinand Julius Fagerlin,1825年2月5日 - 1907年3月19日）はスウェーデン生まれで、主にデュッセルドルフで活動した画家である。主に風俗画を描いた。

## 略歴
ストックホルムの絹織物職人の息子に生まれた。17歳から2年ほど造船所で働きながら余暇に絵を描き始め1845年から1847年まで、スウェーデン王立美術院で学んだ。1850年から4年間、軍務に就いた後、1854年からデュッセルドルフ美術アカデミーで、カール・フェルディナンド・ゾーンやフリードリッヒ・ヴィルヘルム・フォン・シャドーに学んだ。1856年から1858年の間はパリに出てトマ・クチュールのもとで学んだ。
デュッセルドルフに戻り、画家として働き、カナダ生まれの画家、ヘンリー・リッター（Henry Ritter）の義理の妹と結婚した。1862年からデュッセルドルフ芸術家協会、「マルカステン」に所属した。
1863年以降、しばしばオランダへ旅し、オランダの海岸地域の人々の姿を題材にした。デュッセルドルフで没した。
作品はスウェーデン国立美術館、カルマル市美術館(Kalmar konstmuseum)、ノルショーピン美術館(Norrköpings konstmuseum)、イェーテボリ美術館などに収蔵されている。

## 作品

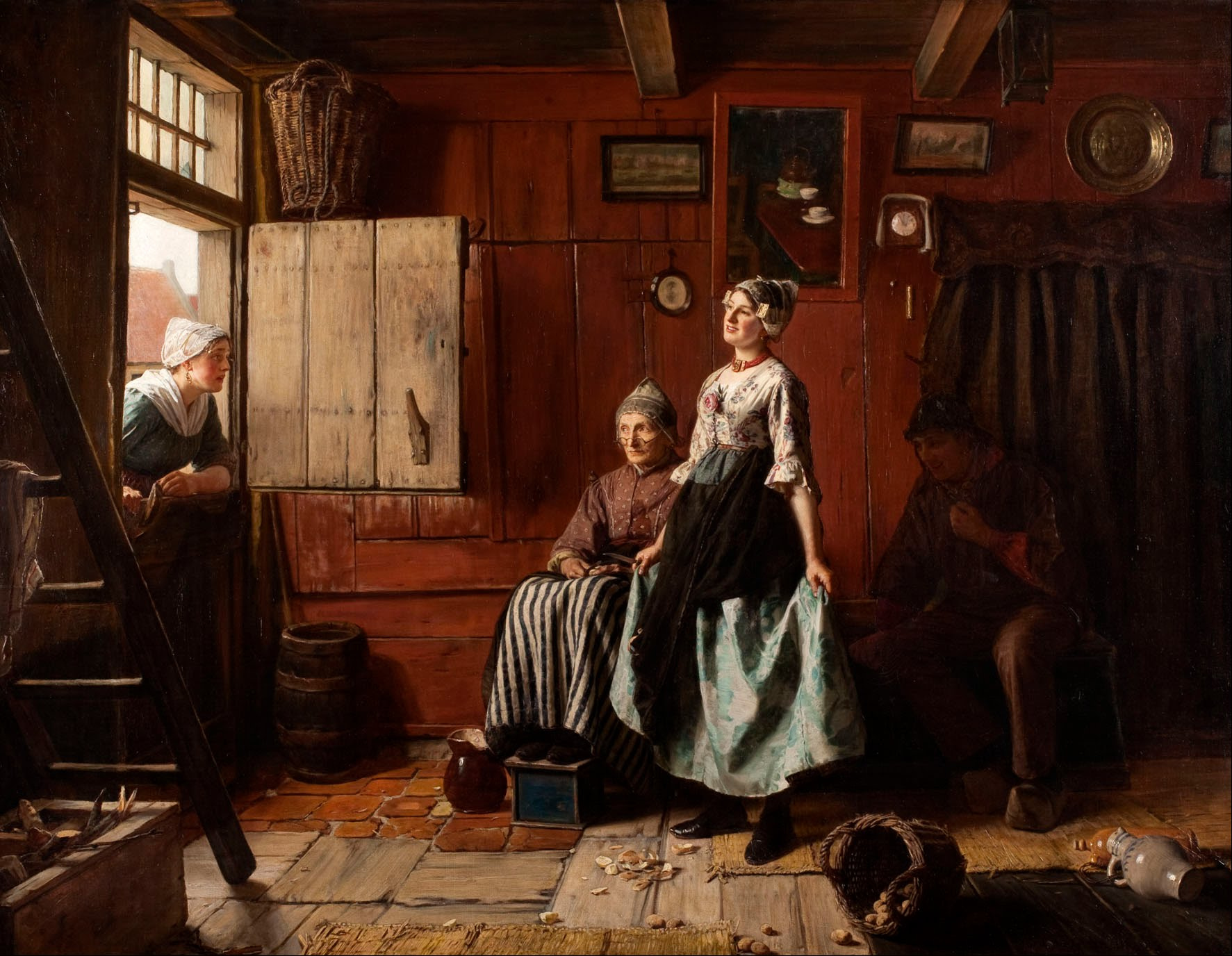
Surprised, 1888 マルメ美術館蔵
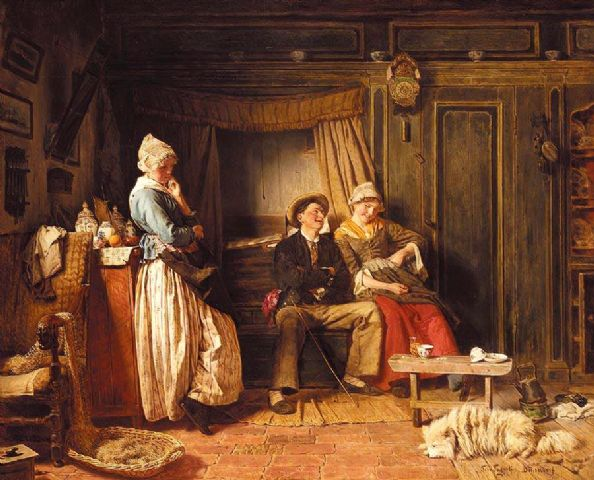
Wishing I Were Her.
回復した患者 スウェーデン国立美術館蔵

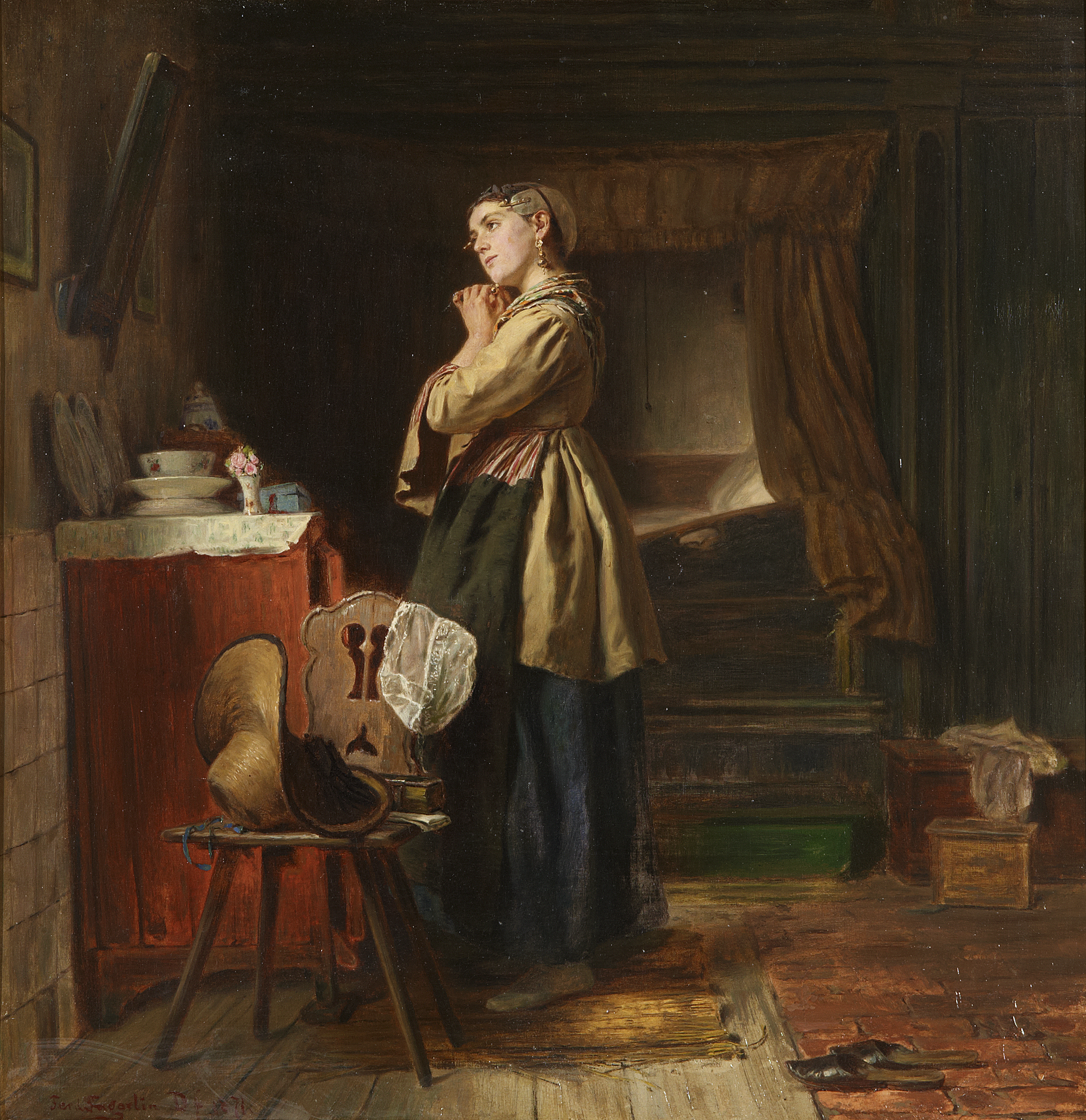
鏡の前の少女
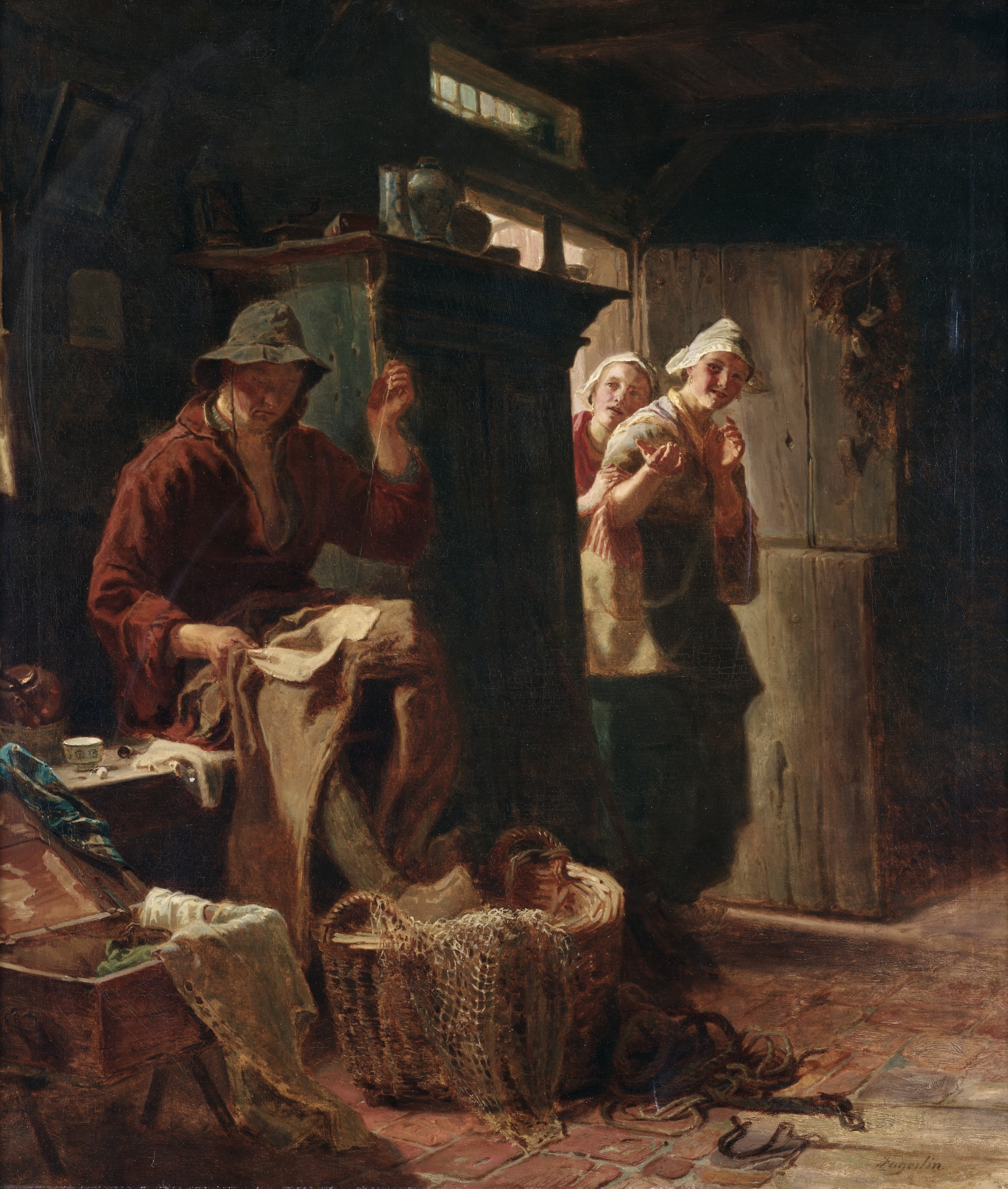
笑われる独身者
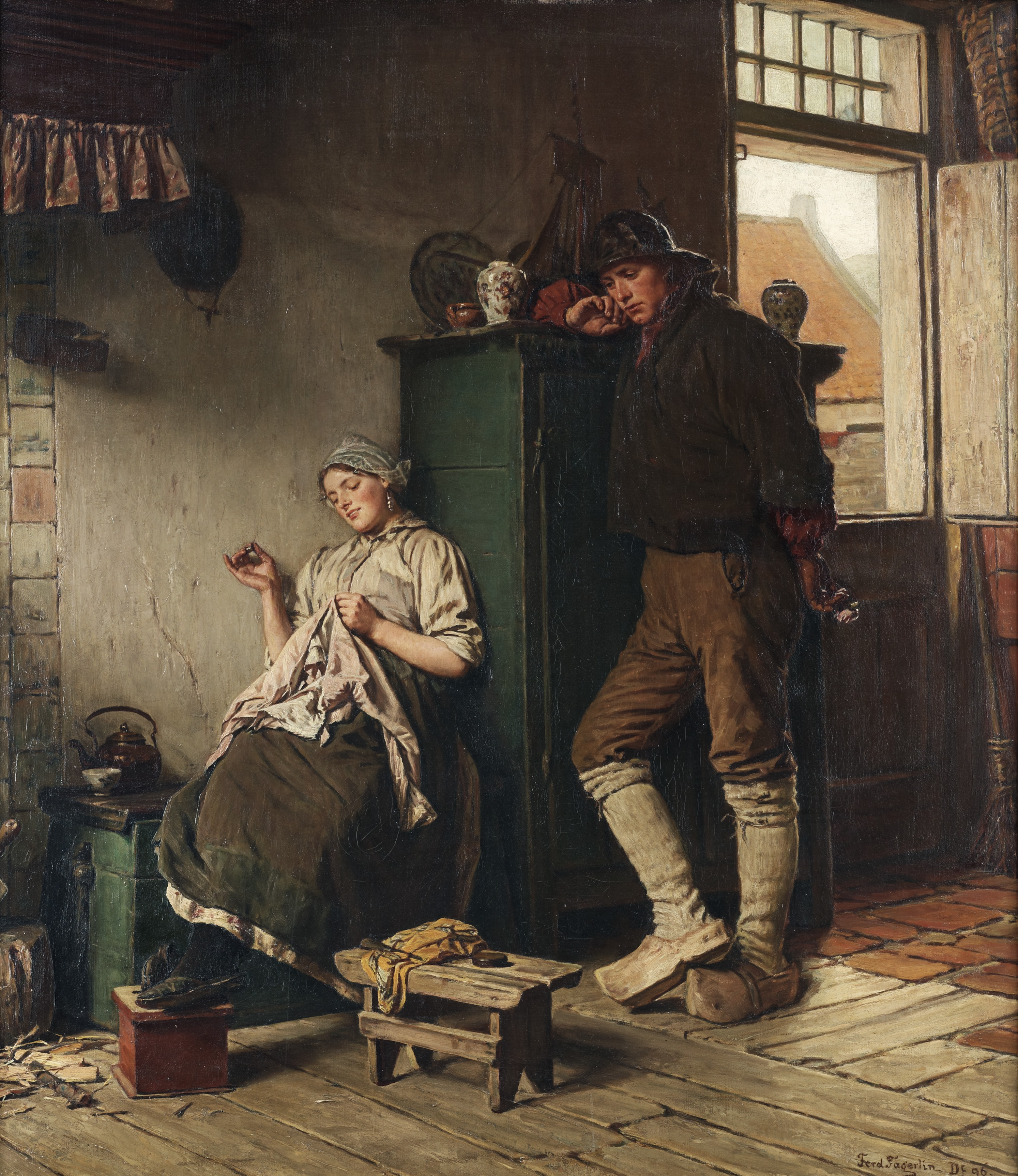
一生懸命求婚する男
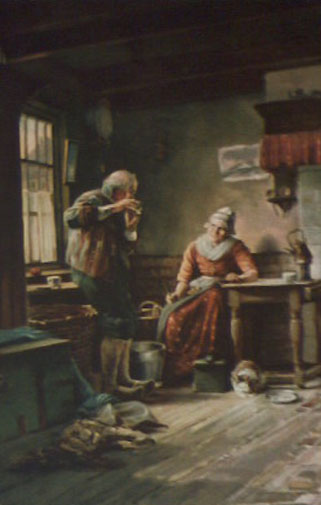
閉店時間